# Hội Thư viện Việt Nam
Hội Thư viện Việt Nam là tổ chức xã hội - nghề nghiệp của những người làm việc trong lĩnh vực chuyên ngành thư viện tại Việt Nam . Hội có tên giao dịch tiếng Anh là Vietnam Library Association, viết tắt là VLA .
Hội Thư viện được thành lập ngày 20/4/2006 theo Quyết định số 689/QĐ-BNV của Bộ Nội vụ. . 
Điều lệ Hội Thư viện sửa đổi năm 2012 được Bộ Nội vụ phê duyệt tại Quyết định số 98/QĐ-BNV ngày 15 tháng 2 năm 2012 .
Văn phòng Hội đặt tại số 31 phố Tràng Thi, phường Hàng Trống, quận Hoàn Kiếm, thành phố Hà Nội.